# Gestreepte haakpaardenbloem
Gestreepte haakpaardenbloem (Taraxacum sect. Hamata) is een sectie binnen het geslacht paardenbloem (Taraxacum).

## Determinatie
Het determineren van microsoorten van gestreepte haakpaardenbloem staat te boek als een gecompliceerde bezigheid waarvoor taraxacologische kennis nodig is. Het belangrijkste determinatiekenmerk voor deze sectie zijn de rode en groene strepen op de middennerf van de bovenzijde van de bladeren. De bladeren zijn veelal donkergroen en de lobben zijn vaak teruggekromd. De bladstelen zijn aan de basis niet tot nauwelijks gevleugeld.

## Ecologie
Gestreepte haakpaardenbloem komt hoofdzakelijk voor in niet tot matig bemeste graslanden en op ruderale terreinen. In stedelijke milieus is deze sectie veelal goed vertegenwoordigd.

## Microsoorten in Nederland
In Nederland wordt de sectie vertegenwoordigd door de volgende microsoorten.
- Taraxacum atactum
- Taraxacum boekmanii
- Taraxacum brabanticum
- Taraxacum ericinoides
- Taraxacum hamatiforme
- Taraxacum hamatulum
- Taraxacum hamatum
- Taraxacum hamiferum
- Taraxacum infestum
- Taraxacum kernianum
- Taraxacum lamprophyllum
- Taraxacum lancidens
- Taraxacum marklundii
- Taraxacum pseudohamatum
- Taraxacum quadrans
- Taraxacum replicatum
- Taraxacum subditivum
- Taraxacum subericinum
- Taraxacum subhamatum